# Jefferson Machamer
Jefferson Machamer, né le 5 juillet 1901 à Holdrege dans le Nebraska et mort le 15 août 1960 à Santa Monica en Californie, est un auteur de bande dessinée américain spécialisé dans le comic strip. Sa production la plus connue est Gags and Gals (1932-1937).

## Biographie
Sorti de l'Université du Nebraska à Lincoln, il devient illustrateur attitré du journal The Kansas City Star. En 1922, il déménage à New York et rejoint l'équipe du magazine humoristique Judge.
En 1928-1930, il écrit et illustre la série de bandes dessinées Petting Patty produit par King Features Syndicate. En 1932, sa série de comic strips Gags and Gals commence à paraitre dans l'hebdomadaire New York Mirror
En 1946, Machamer a publié un livre pratique pour les dessinateurs en herbe Laugh and Draw with Jefferson Machamer. À partir des années 1940, il dispense également des cours par correspondance depuis son domicile.
De 1934 jusqu'à sa mort il est marié avec l'actrice Pauline Moore.

### Documentation
- (en) Alberto Becattini et Antonio Vianovi, Jefferson Machamer. Gags and Gals, Glamour International, coll. « Profili Album », 2001.